# Émile de Carthage
Pour les articles homonymes, voir Émile et Saint Émile (homonymie).
Émile de Carthage est un chrétien du IIIe siècle. Émile de Carthage a vécu une période de persécution des chrétiens sous l'empereur Dèce, qui a régné de 249 à 251 après J.-C. L'empereur exigeait que chacun sacrifie publiquement et individuellement aux dieux, pour le salut de l'Empire romain. Ceux qui refusaient de s'y conformer étaient punis.

## Arrestation, torture et martyr
Émile, ainsi que son compagnon saint Caste, ont été arrêtés pour leur foi chrétienne. Ils ont été soumis à de sévères tortures pour les forcer à renier leur foi. Sous la pression et la douleur, ils ont initialement cédé et sacrifié aux idoles païennes pour échapper à leur mort. Cependant, après avoir renié leur foi, Émile et Caste ont ressenti un profond remords. Ils ont repris courage et ont demandé le pardon au Christ. Déterminés à rester fidèles à leur foi, ils ont été de nouveau arrêtés et soumis à des tortures encore plus sévères. Finalement, ils ont été condamnés à être brûlés vifs à Carthage en Afrique.

## Héritage et vénération
Saint Émile est honoré le 22 mai, jour de sa fête. Il est vénéré comme un exemple de courage et de foi inébranlable face à la persécution.
Saint Émile est souvent représenté avec des flammes, une croix et la palme du martyre, symbolisant son sacrifice et sa foi. il est vénéré comme le saint patron des martyrs et des personnes persécutées pour leur foi.

## Source
Grand dictionnaire universel du XIXe siècle[réf. incomplète]